# Progetto Icaro
Il progetto Icaro è la campagna di sicurezza stradale promossa dalla Polizia di Stato, dal Ministero dell'istruzione, dell'università e della ricerca e dalla Fondazione ANIA (Associazione nazionale fra le imprese assicuratrici); vede la collaborazione del Laboratorio di Psicologia Applicata del Dipartimento di Psicologia della Università degli studi di Roma La Sapienza, del Moige (Movimento italiano genitori), dell'Unicef e dell'Eni. "Icaro" nasce nel 2001 per diffondere tra adolescenti e giovani la cultura della sicurezza su strada, cercando di modificare mentalità e comportamenti spesso pericolosi.
L'iniziativa ha l'obiettivo di far comprendere ai giovani l'importanza del rispetto delle regole. Promuovere una cultura della legalità ed evitare che i giovani assumano comportamenti pericolosi, causa principale degli incidenti stradali. Ogni anno un tour attraversa le città italiane con carovane itineranti composte dal pullman azzurro della Stradale, auto d'epoca e autovetture dotate di tecnologie di controllo.
Il progetto è stato sperimentato in 160 città italiane coinvolgendo oltre 92.000 studenti. Dal 2009 è stato esportato in Europa come iniziativa pilota in tema di campagne per la prevenzione degli incidenti stradali, nell'ambito del progetto ICARUS (Inter-Cultural Approaches for Road Users Safety), finanziato dalla Commissione europea e coordinato da Ministero dell'Interno.
Nei diversi anni il progetto ICARO ha saputo sperimentare diverse forme di comunicazione, cercando di adottare un linguaggio sempre più vicino ai giovani e capace di sensibilizzarli al tema della sicurezza stradale.

## Iniziative collegate
Dal 2006 l'iniziativa si è arricchita di due spettacoli teatrali destinati a fasce di età diverse: "Icaro Young" è la versione indirizzata ai ragazzi dai 14 ai 18 anni, andata in scena tutti gli anni a partire dalla prima del 2006; "Icaro Junior" è invece la versione musical per i bambini che ha seguito la carovana di Icaro nel 2006 e nel 2009.
Nel marzo 2010, a Milano, al teatro del Collegio San Carlo, alla presenza di 400 studenti provenienti dalle scuole medie della provincia è stata presentata la nuova edizione. Nello spettacolo teatrale i sei protagonisti in scena raccontano le loro storie: ognuno si trova di fronte ad una scelta che produce conseguenze diverse a seconda che si segua o meno la "regola" che prudenza e buon senso suggeriscono, prima ancora del Codice della strada.
All'evento hanno partecipato il ministro dell'Interno Roberto Maroni, il capo della Polizia Antonio Manganelli e i rappresentanti del Ministero dell'Istruzione.
Lo spettacolo teatrale è stato replicato negli anni in molti teatri italiani, sempre sotto la regia di Matteo Vicino. Dal Teatro San Carlo di Napoli al Politeama di Palermo, il Salone Margherita di Roma, il Teatro delle Muse di Ancona, il Teatro Nuovo di Milano, il teatro Italia di Roma e molti altri.
Dal progetto Icaro nasce una ricerca del Laboratorio di Psicologia Applicata del Dipartimento di Psicologia della Università degli studi di Roma La Sapienza, diretto dalla professoressa Anna Maria Giannini, e che ha certificato l'efficacia dello spettacolo grazie ad test mirato sugli studenti; dai risultati di questo studio è stato pubblicato un saggio dal titolo: Il paradosso del giovane guidatore. La letteratura scientifica definisce come “paradosso del giovane guidatore” il fenomeno secondo il quale ogni volta che un guidatore inesperto mette in atto una imprudenza senza pagarne le conseguenze, si rafforza nella convinzione di essere immune dai rischi. L'obiettivo è quello di evitare che questo circolo vizioso venga interrotto dalla drammatica eventualità di un incidente, attraverso adeguate strategie di intervento.
In seno al progetto Icarus, che vedrà alcune polizie europee lavorare congiuntamente imparando dal modus operandi italiano, Matteo Vicino ha realizzato un lungometraggio dal titolo Young Europe. Il film è stato presentato in anteprima nell'ottobre 2011 a Bruxelles dinanzi alla Comunità Europea.